# Estella Meheux
Estella Meheux (sinh ngày 22 tháng 6 năm 1962) là một vận động viên chạy nước rút người Sierra Leone. Bà đã thi đấu ở nội dung 100 mét nữ tại Thế vận hội Mùa hè 1980.